# Waghäusel
Waghäusel es una ciudad en el norte del distrito de Karlsruhe en Baden-Wurtemberg, Alemania. Se formó mediante la fusión de tres aldeas y lleva el nombre de la más pequeña, porque fue la más conocida, sobre todo a causa de su iglesia de peregrinación y la fábrica de azúcar. El barrio Waghäusel mismo tiene 1214, habitantes, Kirrlach 9520 y Wiesental 9998, lo que significa que la ciudad Waghäusel tiene un total de 20 732 habitantes.
La fábrica de azúcar de Waghäusel fue inaugurada en 1837 y cerrada en 1995. En el recinto de la fábrica tuvo lugar el 21 de junio de 1849 la batalla decisiva entre el ejército revolucionario badense y los soldados prusianos, que ganaron.

## Enlaces
- Wikimedia Commons alberga una categoría multimedia sobre Waghäusel.